# Gavin Hoover
Gavin Hoover (* 12. Juli 1997 in Manhattan Beach) ist ein US-amerikanischer Radrennfahrer, der auf Straße und Bahn Rennen bestreitet.

## Sportliche Laufbahn
2014 belegte Gavin Hoover Rang zehn bei Paris–Roubaix für Junioren. Im selben Jahr wurde er US-amerikanischer Junioren-Meister in der Einerverfolgung. Er verbrachte sechs Monate in Belgien, um weitere Rennen in Europa zu fahren, kehrte dann aber aus Heimweh in die Heimat zurück. Dort wurde er in das US Team Pursuit program aufgenommen zu werden.
Ab 2017 trainierte Hoover hauptsächlich auf der Bahn. 2017 wurde er erstmals nationaler Meister in der Mannschaftsverfolgung. Im Jahr darauf wurde der US-amerikanische Vierer Panamerikameister, und Hoover errang die Silbermedaille in der Einerverfolgung. 2019 gewannen Hoover, Adrian Hegyvary, John Croom und Ashton Lambie die Mannschaftsverfolgung bei den Panamerikaspielen 2019; Hoover und Hegyvary belegten im Zweier-Mannschaftsfahren Platz zwei. Bei den UCI-Bahn-Weltmeisterschaften 2020 in Berlin wurde Hoover Siebter im Omnium.
Bei den Olympischen Sommerspielen in Tokio belegte Hoover im Omnium Platz acht. Bei der Erstaustragung der UCI Track Champions League entschied er 2021 die Gesamtwertung der Ausdauerdisziplinen für sich. Beim Lauf des UCI Track Cycling Nations’ Cup 2022 im kanadischen Milton wurde er Zweiter im Omnium und Dritter im Ausscheidungsfahren.

## Erfolge
2014
- US-amerikanischer Junioren-Meister – Einerverfolgung

2017
- US-amerikanischer Meister – Mannschaftsverfolgung (mit Adrian Hegyvary, Daniel Holloway und Daniel Summerhill)

2018
- Panamerikameister – Mannschaftsverfolgung (mit Eric Young, Ashton Lambie und Colby Lange)
- Panamerikameisterschaft – Einerverfolgung
- US-amerikanischer Meister – Mannschaftsverfolgung (mit Adrian Hegyvary, Ashton Lambie und Shane Kline)

2019
- Panamerikaspielesieger – Mannschaftsverfolgung (mit Adrian Hegyvary, John Croom und Ashton Lambie)
- Panamerikaspiele – Zweier-Mannschaftsfahren (mit Adrian Hegyvary)
- Panamerikameisterschaft – Omnium
- US-amerikanischer Meister – Omnium

2021
- Gesamtwertung UCI Track Champions League – Ausdauer

2023
- Panamerikameisterschaft – Mannschaftsverfolgung (mit Anders Johnson, Grant Koontz, David Domonoske und Colby Lange)